# Піщаний мис
Піщаний (крим. Qumlu burnu) — мис на північно-західному узбережжі Криму на території Перекопського району. Вдається в Каркінітську затоку Чорного моря. Розташований на північ від села Верхній Бакал (Стерегуще).
Входить до складу регіонального ландшафтного парку Бакальська коса, створеного в 2000 році, площею 1 520 га.
Західніше розташована Бакальська банка, а на південний схід — Баккальська бухта.

## Географія
Мис є північним краєм Бакальської коси, де розташований Бакальський маяк (нині недіючий) і опорний тригонометричний пункт (заввишки 1,3 м — максимальна точка місцевості). На мисі розташовано кілька невеликих водойм за даними місцевості на 1989 рік. Берегова лінія мису полога, акумулятивного типу.
Сильні зимові шторми намивають та розмивають берегову лінію. Влітку 2013 року через діяльність людини (великого видобутку піску) та моря (штормів) мис Піщаний перетворився на острів. Тепер замість вузького перешийка розташована мілина, що з'єднує мис з рештою Бакальської коси.